# (1242) Замбезия
(1242) Замбезия (порт. Zambézia) — небольшой астероид главного пояса, который был открыт 28 апреля 1932 года южноафриканским астрономом Сирилом Джексоном в обсерватории Йоханнесбурга и назван в честь Замбезии — провинции в Мозамбике.

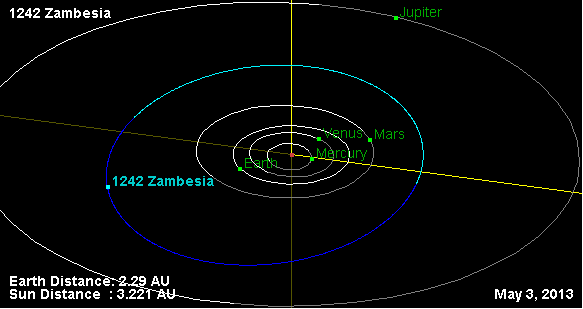
Орбита астероида Замбезия и его положение в Солнечной системе